# Chamaeleo hoehnelii
Chamaeleo hoehnelii е вид влечуго от семейство Хамелеонови (Chamaeleonidae).

## Разпространение
Видът е разпространен в Кения и Уганда.